# 恋する時間です
『恋する時間です』（こいするじかんです）は、日本テレビ系列の『土曜グランド劇場』（毎週土曜日21:00 - 21:54）の枠で、1986年（昭和61年）10月18日から12月20日まで放送されていたテレビドラマ。全10話。

## 概要
中年男と若者たちとの心のふれ合いと青春をテーマに、妻と別れて会社も辞め、子供2人を連れて実家の寺に帰った、人生に疲れている中年男・中島新二が、あることがきっかけで若者たちのグループと出会い、彼らと衝突、和解を繰り返しながら新二は刺激され、青春のエネルギーを取り戻していく、その様子を描いた。しかし当初は全15回でスタートしたが短縮され、10回で終了した。

## キャスト
- 中島新二：古谷一行
42歳、東京・港区にある専光寺の次男。寺を継ぐのを断り、商船学校を出て神戸の海運商社に入社。しかし会社の方針に望みが持てなくなったことで辞職、その後妻も突然家出して別れ、二人の息子を連れて姪の真理子の結婚式の当日に帰京、専光寺に戻った。
- 中島正一：杉浦直樹
49歳、新二の兄。専光寺の住職。男手一つで娘・真理子を育てる。その真理子が結婚式場から突然居なくなったまま結婚もご破算になり、複雑な気持ちでいる。
- 中島尚也：岩国誠
新二の長男、12歳。
- 中島拓也：片岡伸吾
新二の次男、8歳。
- 太作（おおさく）紫織：坂口良子
30歳。夫とは離婚し、専光寺境内の一角にあるバー「ノーサイド」を経営。男勝りで、再婚相手もたくましい男と、と憧れている。
- 太作涼：吉村涼
紫織の娘、8歳。
- 太作文美：安田成美
22歳、紫織の妹。姉の店の2階に住む。フリーでDJをしており、『恋する時間です』という番組を担当。大学生時代はラグビー部のマネジャーだった。
- 中島真理子：川上麻衣子
22歳、正一の一人娘。尚也、拓也の従姉。何不自由なく育ち、文美とは親友同士。同じ大学の盛之助と結婚予定だったが、直前になって式場の教会から突然居なくなる。
- 桑原盛之助：陣内孝則
24歳、証券会社外国為替部勤務。文美たちと同じ大学で、ラグビー部では補欠選手。結婚予定だった真理子に式直前になって突然逃げられる。
- 八田勝：三上博史
22歳。大学生時代は盛之助たちと同じラグビー部だった。勤めていた会社を突然辞めて、長距離トラック運転手に転じる。露悪的な所があるが根は純粋。
- 三角晃一：米山善吉
22歳。彼も大学生時代ラグビー部で、補欠選手だった。ラジオ局勤務で、文美がDJの番組『恋する時間です』のアシスタントディレクター。
- 新海敦子：今井美樹
22歳。文美、真理子らとは大学の同窓生同士。雑誌社で編集部勤務。男たちからちやほやされているような派手な性格だが、私生活は孤独な所も。
- 水野夕子：戸川京子
21歳。高校卒業後は紫織のバー「ノーサイド」のウェイトレスを務める。面倒見の良い性格で、八田勝と同棲している。
- 石田：鹿内孝
敦子の恋人。
- 千花：永島暎子（第8話）
新二の元妻。
- 宮川一朗太

（出典：）

## スタッフ
- プロデューサー：石橋冠、錦織正信（ジェイミック）
- 脚本：黒土三男、石井信之、田渕久美子、斎藤博、宮村優子
- 演出：祖父江信太郎、吉野洋、井上健、佐藤東弥
- 音楽：佐藤允彦
- 制作：日本テレビ、ジェイミック

主題歌
- 麗美『恋する時間』（作詞：来生えつこ、作曲：筒美京平、編曲：大村雅朗）

## 放映リスト
| 話数 | 放送日         | サブタイトル     | 脚本             | 演出         |
| ---- | -------------- | ---------------- | ---------------- | ------------ |
| 1    | 1986年10月18日 | 花嫁が逃げた!    | 黒土三男         | 祖父江信太郎 |
| 2    | 10月25日       | バージンD・J     | 黒土三男         | 吉野洋       |
| 3    | 11月1日        | なんだか微熱が…  | 黒土三男         | 吉野洋       |
| 4    | 11月8日        | おじさんの涙     | 黒土三男         | 吉野洋       |
| 5    | 11月15日       | 片想い45回転     | 石井信之         | 井上健       |
| 6    | 11月22日       | キスして下さい…  | 田渕久美子       | 吉野洋       |
| 7    | 11月29日       | 海岸通り雨もよう | 石井信之         | 祖父江信太郎 |
| 8    | 12月6日        | あの人の奥さんが | 斎藤博、石井信之 | 吉野洋       |
| 9    | 12月13日       | 私から逃げないで | 宮村優子         | 佐藤東弥     |
| 10   | 12月20日       | さよなら今日は   | 田渕久美子       | 祖父江信太郎 |